# Лопатино (Городищенский район)
Лопатино — село в Городищенском районе Пензенской области России. Входит в состав Нижнеелюзанского сельсовета.

## География
Село находится в восточной части Пензенской области, в лесостепной зоне, на левом берегу реки Кадады, при автодороге 58К-66, на расстоянии примерно 33 километров (по прямой) к юго-востоку от города Городище, административного центра района. Абсолютная высота — 174 метра над уровнем моря.
Климат
Климат характеризуется как континентальный, с холодной зимой и жарким летом. Среднегодовая температура — 3,1 °C. Средняя температура воздуха самого холодного месяца (января) составляет −12,9 °C; самого тёплого месяца (июля) — 19 °C. Годовое количество атмосферных осадков — 673 мм, из которых 415 мм выпадает в период с апреля по октябрь. Снежный покров держится в среднем 146 дней.

## Население
| 1748 | 1859 | 1911 | 1926 | 1930 | 1939 | 1959 |
| ---- | ---- | ---- | ---- | ---- | ---- | ---- |
| 332  | ↘323 | ↗390 | ↗505 | ↗586 | ↘502 | ↘330 |
| 1979 | 1989 | 1996 | 2002 | 2010 |      |      |
| ↘237 | ↗249 | ↗266 | ↘218 | ↗248 |      |      |

Половой состав
По данным Всероссийской переписи населения 2010 года в гендерной структуре населения мужчины составляли 46 %, женщины — соответственно 54 %.
Национальный состав
Согласно результатам переписи 2002 года, в национальной структуре населения русские составляли 74 % из 218 чел.